# Bonzie Colson
Bonzie Alexander Colson II (ur. 12 stycznia 1996 w Waszyngtonie) – amerykański koszykarz, występujący na pozycjach niskiego lub silnego skrzydłowego, obecnie zawodnik Pınaru Karşıyaka.
W 2013 zajął czwarte miejsce podczas turnieju Nike Global Challenge. Rok później wziął udział w meczu gwiazd amerykańskich szkół średnich – Derby Classic. W 2013 i 2014 został wybrany najlepszych zawodnikiem szkół średnich Rhode Island (Rhode Island Gatorade Player of the Year).
W 2018 rozegrał trzy spotkania przedsezonowe w barwach Cleveland Cavaliers.
29 lipca 2019 został zawodnikiem tureckiego Darussafaka Stambuł

## Osiągnięcia
Stan na 9 marca 2022, na podstawie, o ile nie zaznaczono inaczej.
NCAA
- Uczestnik rozgrywek:
  - Elite Eight turnieju NCAA (2015, 2016)
  - II rundy turnieju NCAA (2014–2017)
- MVP Notre Dame Monogram Club Team (2017, 2018)
- Zaliczony do:
  - I składu:
    - ACC (2017)
    - turnieju:
      - Maui Invitational (2018)
      - ACC (2017)

  - II składu:
    - All-American (2017 przez Basketball Times)
    - turnieju ACC (2018)

  - III składu All-American (2017 przez Associated Press, Sporting News, CBSSports.com, College Sports Madness)

### Klubowe
- 3. miejsce podczas mistrzostw Francji (2021)
- 4. miejsce w Lidze Mistrzów FIBA (2021)

### Indywidualne
- MVP ligi:
  - francuskiej (2021)
  - mistrzów FIBA (2021)
- Zaliczony do I składu Ligi Mistrzów FIBA (2021)